# Кошмак
Кошма́к — село в Україні, у Селищенській сільській громаді Звенигородського району Черкаської області. У селі мешкає 275 людей.

## Населення

### Мова
Розподіл населення за рідною мовою за даними перепису 2001 року:
| Мова            | Кількість | Відсоток |
| --------------- | --------- | -------- |
| українська      | 268       | 97.46%   |
| російська       | 5         | 1.82%    |
| інші/не вказали | 2         | 0.72%    |
| Усього          | 275       | 100%     |

## Відомі люди

### Народилися
- Мальченко Олег Євгенович (нар. 1969) — український історик, науковець, дослідник історії артилерії. Доктор історичних наук.